# محمد کمال (بازیکن فوتبال)
محمد کمال (انگلیسی: Mohammed Kamal؛ زادهٔ ۳۰ نوامبر ۱۹۷۹) بازیکن فوتبال اهل سودان بود.
از باشگاه‌هایی که در آن بازی کرده‌است می‌توان به باشگاه فوتبال المریخ اشاره کرد.
وی همچنین در تیم ملی فوتبال سودان بازی کرده‌است.